# Конопница (Львовская область)
Коно́пница (укр. Конопниця) — село в Оброшинской сельской общине Львовского района Львовской области Украины. Население составляет 562 человека.

## Физико-географическая характеристика
Конопница находится в 5 км от окружной дороги Львова, которая фактически является продолжением Городокской улицы города Львов. Высота селения над уровнем моря — 315 метров.

## История
Село упоминается на Польской тактической карте западной Украины 1924—1939. По состоянию на 1973 года село входило в состав Водянского сельского совета (центр — село Водяное) Львовской области. Позднее село стало административным центром Конопницского сельского совета Пустомытовского района.
В январе 2020 года исполнительный комитет Конопницского сельского совета принял решение присоединиться ко Львовской ОТГ, но село в итоге стало частью Оброшинской ОТГ Львовского района.

## Инфраструктура
В 1995 году в селе была построена кирпичная Церковь Рождества Пресвятой Богородицы УГКЦ. С 1914 года в селе функционирует школа, которая первоначально была создана как одноклассная народная школа.